# Un couple pas ordinaire
Un couple pas ordinaire (titre original : Ruba al prossimo tuo, traduction : Vole ton prochain) est un film italien de Francesco Maselli sorti en 1968.

## Fiche technique
- Titre : Un couple pas ordinaire
- Titre original : Ruba al prossimo tuo
- Réalisation : Francesco Maselli
- Scénario : Virgil C. Leone, Francesco Maselli, Larry Gelbart, d'après une histoire de Luisa Montagnana
- Photographie : Alfio Contini
- Musique : Ennio Morricone
- Montage : Nicoletta Nardi et Gene Fowler Jr.
- Son : Eugenio Rondani
- Décors : Luciano Puccin et Gabriele D'Angelo
- Costumes : Francesco Della Noce et Enrico Sabbatini
- Type : Comédie
- Durée : 115 minutes
- Date de sortie :
  - Italie : 27 septembre 1968

## Distribution
- Rock Hudson : Capitaine Mike Harmon
- Claudia Cardinale : Esmeralda Marini
- Leon Askin : le chef Wellman
- Walter Giller : Franz
- Ellen Corby : Mrs. Walker
- Guido Alberti : Oncle Camillo
- Peter Dane : Albert Kinsky
- Tomás Milián : Roger
- Tony Lo Bianco : l'officier McClusky